# Ken Leek
Kenneth „Ken” Leek (ur. 26 lipca 1935 w Ynysybwl, zm. 19 listopada 2007 w Daventry) – walijski piłkarz występujący na pozycji napastnika.

## Kariera klubowa
Leek karierę rozpoczynał w sezonie 1952/1953 w angielskim zespole Northampton Town z Division Three. Spędził tam 6 sezonów. Następnie występował w Division One, w zespołach Leicester City, Newcastle United oraz Birmingham City. Przebywał także na wypożyczeniu w kanadyjskiej drużynie Montreal Concordia. W sezonie 1962/1963 wraz z Birmingham wygrał rozgrywki Pucharu Ligi Angielskiej.
W trakcie sezonu 1964/1965 Leek odszedł do Northampton Town, grającego już w Division Two. Na koniec tamtego sezonu zajął z zespołem 2. miejsce w lidze i awansował z nim do Division One. W następnym sezonie przeniósł się do Bradford City z Division Four. W 1968 roku Leek wrócił do Walii, gdzie występował w drużynach Rhyl, Merthyr Town oraz Ton Pentre, a potem zakończył karierę w 1970 roku.

## Kariera reprezentacyjna
W reprezentacji Walii Leek zadebiutował 22 października 1960 w wygranym 2:0 meczu British Home Championship ze Szkocją. 23 listopada 1960 w przegranym 1:5 pojedynku tego samego turnieju z Anglią strzelił pierwszego gola w kadrze.
Wcześniej, w 1958 roku znalazł się w zespole na mistrzostwa świata. Nie zagrał jednak na nich ani razu, a Walia odpadła z turnieju w ćwierćfinale. W latach 1960–1965 w drużynie narodowej rozegrał 13 spotkań i zdobył 5 bramek.